# 莫伊夫卡
48°27′48″N 28°13′24″E / 48.46333°N 28.22333°E
莫伊夫卡（烏克蘭語：Моївка）是位於烏克蘭西南部的村莊，由文尼察州裡莫希利夫-波季利斯基区的巴布欽齊市鎮負責管轄。該村始建於1848年，面積4.55平方公里，海拔高度171米，2001年人口1,910。